# Mary Stewart von Schottland
Mary Stewart (* um 1451 in Stirlingshire; † Mai 1488) war eine schottische Prinzessin, Tochter des Königs Jakob II. und dessen Gemahlin Maria von Geldern.
Ihr erster Ehemann wurde um 1467 Thomas Boyd of Kilmarnock. Die Ehe war sehr glücklich und der König machte Thomas zum Earl of Arran mit Übergabe der Insel Arran als Aussteuer für seine Tochter. Thomas’ Vater, Robert Boyd, 1. Lord Boyd of Kilmarnock, der seit 1460 Regent von Schottland gewesen war, wurde 1469 entmachtet und die Familie musste ins Exil nach Burgund fliehen. Mary kehrte nach dem Tod ihres Mannes 1473 wieder nach Schottland zurück. Aus ihrer ersten Ehe hatte sie die folgenden Kinder:
- Margaret (vor 1468–nach 1516), heiratete zuerst um 1488 Alexander Forbes, 4. Lord Forbes, dann in zweiter Ehe David Kennedy, 1. Earl of Cassillis
- James Boyd (ca. 1469–1484), 2. Lord Boyd of Kilmarnock

Ihr einziger Sohn erster Ehe wurde 1484 durch die Familie Montgomerie ermordet, deshalb wurde ihr Sohn zweiter Ehe zum Erben von Arran.
In zweiter Ehe heiratete sie 1474 James Hamilton, 1. Lord Hamilton, einen älteren Witwer. Der päpstliche Dispens für die Ehe der Verwandten erging 1476 mit der Legitimation der beiden bereits geborenen Kinder:
- Elizabeth (1474–1531), heiratete Matthew Stewart, 2. Earl of Lennox
- James (1475–1529), 1. Earl of Arran
- Robert (1480–1543), Seigneur d'Aubigny

Diese Ehe war für die Familie Hamilton im 16. und 17. Jahrhundert von großer Bedeutung, machte sie sie doch mehrfach zu möglichen Thronerben in Schottland.